# باول كيم (مغني)
باول كيم (هانغل: 폴 킴) هو مغني كوري جنوبي، ولد في 11 فبراير 1988.